# Johann Albert Eytelwein

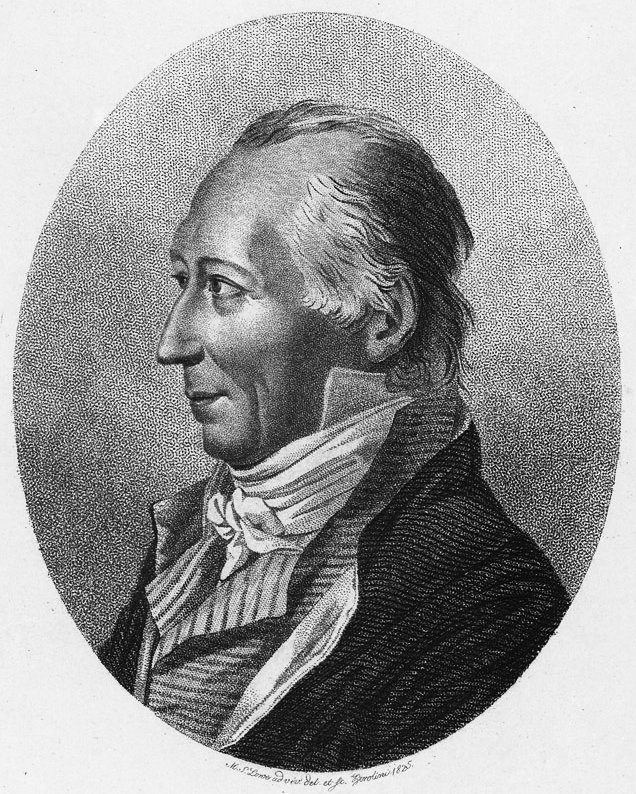
Johann Albert Eytelwein, Kupferstich von Johann Michael Siegfried Lowe

Johann Albert Eytelwein (* 31. Dezember 1764 in Frankfurt am Main; † 18. August 1848 in Berlin) war ein deutscher Techniker und Hochschullehrer in Berlin.
Als amtlicher Zivilingenieur, Architekt und Wasserbauer im Dienste Preußens wurde Eytelwein neben dem Brückenbauer Johann Friedrich Wilhelm Dietlein zum Pionier einer neuen Bautechnik. Als Landesbaudirektor war er auch für Grenzvermessungen und die Definition von Maßeinheiten sowie als Fachbuchautor tätig.
Nach dem Mathematiker Leonhard Euler sowie nach ihm ist die Euler-Eytelweinsche Reibungsungleichung benannt, die bei umschlingenden Seilen und Riemen zur Anwendung kommt. 

## Leben
Johann Albert Eytelwein war der Sohn des Frankfurter Kaufmanns Christian Philip Eytelwein und dessen Ehefrau Anna Elisabeth Katharina Hung, Tochter des Kürschners Albert Hung in Frankfurt.
1790 heiratete er in Berlin Dorothea Charlotte Louise Pflaum (1767–1828), Tochter des Küsters und Leichenträgers Johann Christian Friedrich Pflaum aus Berlin. Aus der Ehe gingen der Sohn Friedrich Albert und sechs Töchter hervor.

## Deich- und Wasserbau, Vermessung und Metrologie, Bauingenieurwesen
Eytelwein trat 15-jährig in die preußische Artillerie ein, nahm als Leutnant seinen Abschied, nachdem er seine Prüfung als Landvermesser abgelegt hatte. Er war von 1790 bis 1794 als Deichinspektor des Oderbruchs angestellt und wurde 1794 zum Oberbaurat befördert und beim Oberbaudepartement angestellt, wo er vor allem für mathematisch-naturwissenschaftliche Probleme zuständig war. 1799 gehörte er dem Direktorium der von ihm mit gegründeten Berliner Bauakademie an und war dort Lehrer für Mechanik, Hydraulik, Strombau, Deichbau und Dynamik. Zu seinen Schülern gehörte in dieser Zeit Salomo Sachs. Von 1802 bis 1809 wurde die Bauakademie von der Akademischen Deputation geleitet, der Eytelwein angehörte. Ab 1803 war er Mitglied der Akademie der Wissenschaften, bis 1808 außerordentliches und danach ordentliches Mitglied. Von 1809 bis 1830 war er Direktor der Oberbaudeputation. Von 1809 bis 1815 war er auch als extraordinärer Professor der Universität Berlin angestellt.
1816 wurde er zum Oberlandesbaudirektor ernannt und Direktor der Oberbaudirektion. Eytelwein war von 1818 bis 1825 im „Ministerium des Handels, der Gewerbe und des gesammten Bauwesens“ unter Minister Hans Graf von Bülow „Mit-Director in Bau-Sachen“ und leitete die von diesem Ministerium abhängende „technische Ober-Bau-Deputation.“ Von 1825 bis Ende Dezember 1830 behielt er die gleichen Funktionen in der „Section für die Verwaltung der Handels- und Gewerbe-Angelegenheiten“ unter Innenminister Friedrich von Schuckmann und erhielt zusätzlich die Direktion der Bauakademie.
Eytelwein trat ab Januar 1831 aus gesundheitlichen Gründen in den Ruhestand. Er litt Minister Schuckmann zufolge „seit längerer Zeit an einem schmerzhaften Krankheits-Übel des Unterleibes.“ Er starb 1848 im 84. Lebensjahr. Er gehörte der Berliner Freimaurerloge Zum goldenen Schiff an.
Er wirkte an der Regulierung einiger großer Flüsse, wie der Oder, Warthe, Weichsel und Memel, sowie an Hafenbauten von Memel, Pillau und Swinemünde mit. Als Verantwortlicher für die Grenzregulierungen der Rheinprovinz und die Erstellung von Eichmaßen für Preußen schrieb er unter anderem die „Vergleichung der in den königlich preußischen Staaten eingeführten Maße und Gewichte“ (1798, die noch 1810 in 2. Auflage erschien (Nachtrag 1817)).
Mit der maßgeblich von ihm erarbeiteten Pegel-Instruktion vom 13. Februar 1810 schuf Eytelwein die Grundlagen für die Hydrologie in Preußen.
1808 gab er die erste linearisierte Differentialgleichung der Balkenbiegung an (Leonhard Eulers Gleichung war nichtlinear). In Frankreich tat dies Claude Louis Marie Henri Navier.
Mit Kollegen gab er 1797 bis 1806 die erste Bauingenieurzeitschrift in Deutschland heraus (Sammlung nützlicher Aufsätze und Nachrichten die Baukunst betreffend).

## Ehrungen
- 1803 Außerordentliches Mitglied der Preußischen Akademie der Wissenschaften (ab 1808 ordentliches Mitglied)
- 1809 Korrespondierendes Mitglied der Königlich Niederländischen Akademie der Wissenschaften[10]
- 1813 Ritter des Roten Adlerordens 3ter Klasse
- Königlich Niederländischer Löwenorden
- 1829 Roter Adlerorden 2ter Klasse mit Eichenlaub[11]
- 1846 Korrespondierendes Mitglied der Académie des sciences

## Werke
- Vergleichungen der gegenwärtig und vormals in den königlich preussischen Staaten eingeführten Maaße und Gewichte: mit Rücksicht auf die vorzüglichsten Maaße und Gewichte in Europa (Realschulbuchhandlung, Berlin 1810, 2. vermehrte Auflage) Digitalisat

### Fachbücher (Bauwesen, Mechanik, Geometrie)
- Praktische Anweisung zur Konstruktion der Faschinenwerke an Flüssen und Strömen (Berlin 1800, 2. Aufl. 1818) (Digitalisat und Volltext im Deutschen Textarchiv)
- Geometrisches und perspectivisches Zeichenbuch für Baugewerksleute (Berlin 1803) TUB Berlin
- Praktische Anweisung zur Wasserbaukunst (mit David Gilly, 1802–1808, 4 Hefte; 2. Aufl. 1809–24) 2. Aufl.: 1. Heft 1809 PDF 2. Heft 1818 PDF, 3. Heft 1820 PDF, 4. Heft 1824 PDF
- Handbuch der Mechanik fester Körper und der Hydraulik (1801; 3. Aufl. Leipzig 1842) PDF
- Handbuch der Statik fester Körper (Berlin 1808, 3 Bände, 2. Aufl. 1832)
- Handbuch der Perspektive (2 Bände, 1810);
- Grundlehren der höhern Analysis (2 Bände, 1824)
- Handbuch der Hydrostatik (1826). PDF

## Berliner Klassik
Als kulturell und gesellschaftlich hochinteressierter Mensch gehörte Eytelwein zu den führenden Köpfen der Berliner Klassik. Unter anderem war er in folgenden Vereinigungen tätig:
- Akademie der Wissenschaften (u. a. mit Johann Elert Bode, Philipp Karl Buttmann, Friedrich Hagen, Aloys Hirt, Martin Heinrich Klaproth, E.F. Klein, Konrad Levezow, Martin Lichtenstein und Johann Wilhelm Süvern)
- Akademie der Künste (u. a. neben Johann Erdmann Hummel, E.F. Bussler, J.F.A. Darbes, Heinrich Gentz, Martin Heinrich Klaproth, Brüder Loos, Martin Friedrich Rabe, G.C. Ritschl, Karl Friedrich Schinkel, Carl Friedrich Wichmann, Ulrich L.F. Wolf)
- Humanitätsgesellschaft (Gesellschaft der Freunde der Humanität), u. a. mit dem Astronomen Johann Elert Bode, dem Altphilologen Philipp Karl Buttmann und dem Kapellmeister und Musiker Bernhard Anselm Weber
- Gesellschaft naturforschender Freunde zu Berlin.